# Episodi di Webster (prima stagione)
La prima stagione della serie televisiva Webster è stata trasmessa in anteprima negli Stati Uniti d'America dalla ABC tra il 16 settembre 1983 e il 4 maggio 1984.
| nº | Titolo originale                       | Titolo italiano | Prima TV USA      | Prima TV Italia |
| -- | -------------------------------------- | --------------- | ----------------- | --------------- |
| 1  | Another ballgame                       |                 | 16 settembre 1983 |                 |
| 2  | Happy un-birthday                      |                 | 23 settembre 1983 |                 |
| 3  | Consulting adults                      |                 | 30 settembre 1983 |                 |
| 4  | Katherine's swan song                  |                 | 7 ottobre 1983    |                 |
| 5  | Saying goodbye                         |                 | 21 ottobre 1983   |                 |
| 6  | The green-eyed monster                 |                 | 28 ottobre 1983   |                 |
| 7  | Second time around                     |                 | 4 novembre 1983   |                 |
| 8  | Travis                                 |                 | 11 novembre 1983  |                 |
| 9  | That's entertainment                   |                 | 18 novembre 1983  |                 |
| 10 | Educating Katherine                    |                 | 25 novembre 1983  |                 |
| 11 | Teddy Bear scare                       |                 | 2 dicembre 1983   |                 |
| 12 | A question of honor                    |                 | 16 dicembre 1983  |                 |
| 13 | Don't jump George                      |                 | 23 dicembre 1983  |                 |
| 14 | George the patient in spite of himself |                 | 6 gennaio 1984    |                 |
| 15 | Maybe baby                             |                 | 13 gennaio 1984   |                 |
| 16 | Missing                                |                 | 20 gennaio 1984   |                 |
| 17 | Secrets of the night                   |                 | 27 gennaio 1984   |                 |
| 18 | Special friends                        |                 | 3 febbraio 1984   |                 |
| 19 | Uncle Phillip                          |                 | 24 febbraio 1984  |                 |
| 20 | More than a memory                     |                 | 2 marzo 1984      |                 |
| 21 | Dreamland                              |                 | 9 marzo 1984      |                 |
| 22 | Webster long (Prima parte)             |                 | 4 maggio 1984     |                 |